# Caixa do leite
Caixa do leite (Milchkasten, oralmente no dialeto suíço-alemão, também usado como diminutivo "caixinha do leite", Milchkästli) é o nome dado na Suíça a uma seção adicional da caixa de correio privada. A caixa é maior que a das cartas e é de acesso livre (não é trancada com uma chave). Na proximidade, existem por vezes também (especialmente em edifícios multifamiliares) caixas trancadas para a entrega de pacotes maiores.
Antigamente, o leiteiro entregava o leite encomendado nesta caixa. Hoje, ela é utilizada para a entrega de pequenos objetos na ausência do destinatário. Os correios suíços entregam envelopes mais grossos ou pequenos pacotes nesta caixa.
Na linguagem oficial dos correios suíços, esta caixa é denominada "caixa de depósito" (Ablagerfach ou Ablagekasten).

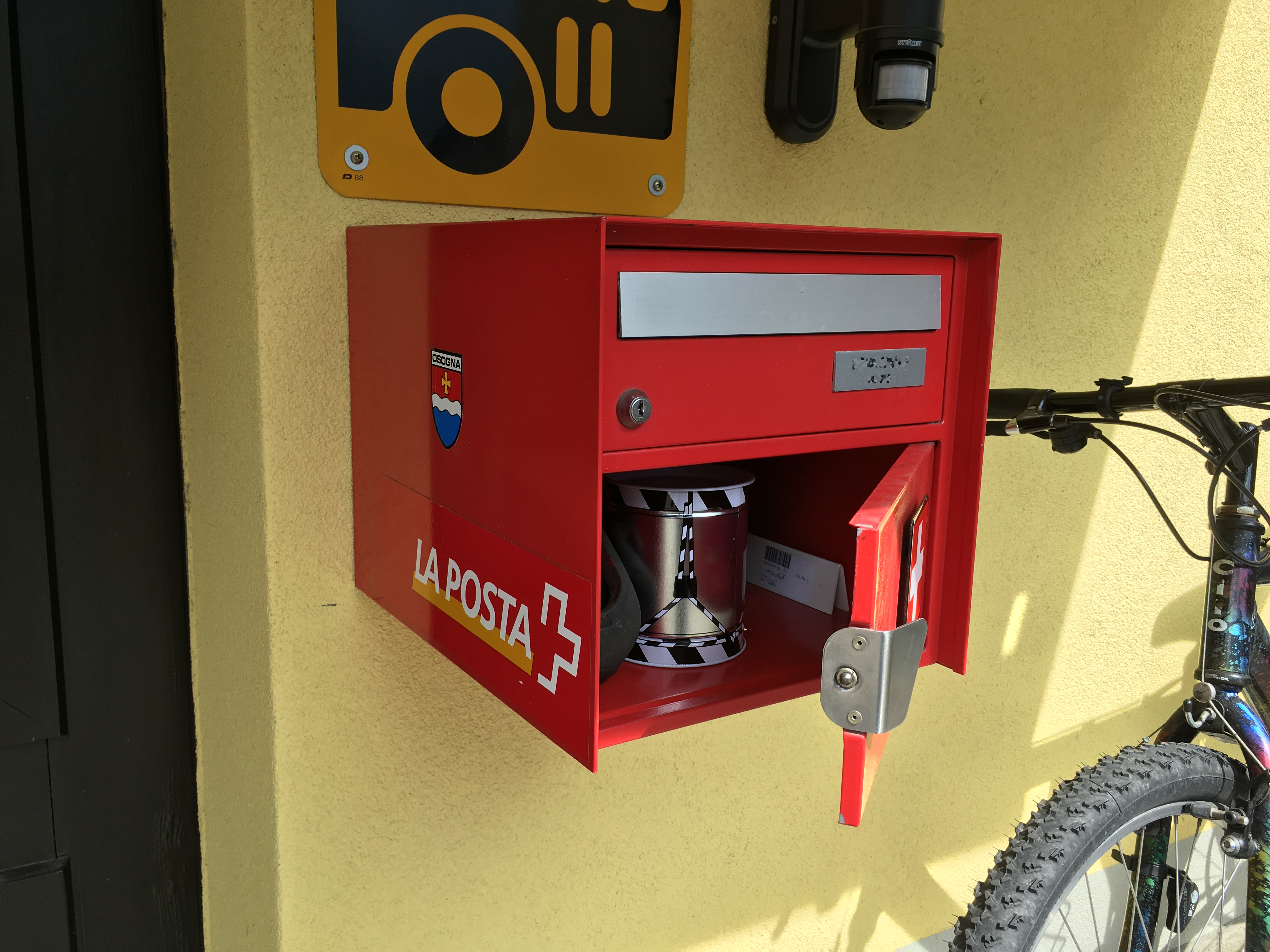
Caixa de correio privada com "caixa do leite" aberta no cantão do Ticino